# Mathilde Crevoisier
Pour les articles homonymes, voir Crevoisier.
Mathilde Crevoisier, née le 5 janvier 1980 à Delémont (originaire de Bure et de Montfaucon), est une personnalité politique suisse, membre du Parti socialiste. 
Elle est députée du canton du Jura au Conseil des États depuis fin 2022. 

## Biographie
Mathilde Crevoisier naît le 5 janvier 1980 à Delémont, dans le canton du Jura. Ses parents sont enseignants, très engagés dans la question jurassienne. Son père, André Crevoisier, est le maire socialiste de Boécourt à partir de 1985 et son oncle paternel est le conseiller national socialiste Jean-Claude Crevoisier,.
Elle grandit à Boécourt. Après une maturité de type latin-grec au lycée cantonal de Porrentruy, elle étudie le grec ancien et l'assyriologie à l'Université de Genève, où elle obtient une licence. Elle complète plus tard sa formation par un master en traduction, puis travaille de 2014 à 2022 comme traductrice pour le secrétariat général du Département fédéral de l'intérieur.
Portant officiellement le nom de Mathilde Crevoisier Crelier depuis son mariage avec Damien Crelier et mère de quatre enfants, elle habite à Porrentruy depuis 2008,.

## Parcours politique
Elle siège au Conseil de ville (législatif) de Porrentruy de 2013 au 31 décembre 2022 et le préside en 2017. Elle est candidate malheureuse à deux reprises au Parlement du canton du Jura. Elle est élue au Conseil municipal (exécutif) de Porrentruy en automne 2022, mais renonce à y siéger à la suite de son accession au Conseil des États en décembre de la même année.
Elle échoue à deux reprises à entrer au Parlement du canton du Jura, en 2015 (dix-septième de la liste socialiste de son district) et en 2020 (sixième pour trois élus).
Elle est membre du comité directeur des Femmes socialistes suisses depuis juin 2018 et préside la section bruntrutaine du parti socialiste jusqu'à la fin 2022.
Elle est candidate au Conseil des États lors des élections fédérales de 2019, sur la même liste qu'Elisabeth Baume-Schneider. Arrivée en troisième position (5 628 suffrages contre 8 895 pour sa colistière et 7 630 pour le démocrate-chrétien Charles Juillard), et donc non élue, elle succède à Elisabeth Baume-Schneider à la Chambre haute du Parlement le 15 décembre 2022 après l'élection de cette dernière au Conseil fédéral, le canton du Jura élisant ses députés au Conseil des États à la proportionnelle,,. Elle est réélue en octobre 2023, parvenant à conserver son siège face au libéral-radical Jacques Gerber (troisième), à l'UDC Thomas Stettler (quatrième) et à la socialiste Nathalie Barthoulot (cinquième). Elle siège au sein de la Commission de la science, de l'éducation et de la culture (CSEC), qu'elle préside depuis fin 2023 et de la Commission de l'environnement, de l'aménagement du territoire et de l'énergie (CEATE) et au sein de la Commission des affaires juridiques (CAJ) depuis sa seconde législature après avoir siégé au sein de la Commission de gestion (CdG) de fin 2022 à fin 2023.